# Hlas lásky
Hlas lásky, ve francouzském originále Aline, je francouzsko-kanadské životopisné drama z roku 2020. Režisérkou, scenáristkou a zároveň hlavní herečkou je Valérie Lemercierová. Film se volně inspiruje životním příběhem zpěvačky Céline Dion. Hlavní hrdince svůj hlas propůjčily Victoria Sio (dospělá Aline) a Emma Cerchi (Aline jako dítě).
Film měl ve francouzských kinech premiéru 10. listopadu 2020, v českých kinech se objevil o rok později, přesněji 18. listopadu 2021.
Na 47. ročník dílení Césarů snímek vstupoval s 10 nominacemi včetně hlavních kategorií nejlepší film, nejlepší scénář, nejlepší režisér a nejlepší herečka. Proměnil jedinou nominaci, když Valérie Lemercierová získala Césara pro nejlepší herečku.

## O filmu
Na konci 60. let se v Québecu narodila Aline (postava inspirovaná Céline Dion), čtrnácté a poslední dítě Sylvette a Anglomarda Dieuových. V této hudebně založené rodině objevila Aline svůj opravdový pěvecký talent.
Když hudební producent Guy-Claude (postava inspirovaná René Angélilem) uslyší Alinin nádherný hlas, napadne ho jediné: udělat z ní nejlepší zpěvačku na světě. Z Aline se s pomocí podpory své rodiny a lásky ke Guy-Claudeovi stane jedna z největších mezinárodních hvězd.

## Obsazení
| Valérie Lemercierová | Aline Dieu            |
| Sylvain Marcel       | Guy-Claude Kamar      |
| Danielle Fichaud     | Sylvette, matka Aline |
| Roc LaFortune        | Anglomard, otec Aline |
| Antoine Vézina       | Jean-Bobin Dieu       |
| Pascale Desrochers   | Jeannette Dieu        |
| Jean-Noël Brouté     | Fred                  |
| Sonia Vachon         | Martine Lévêque       |
| Victor Boccard       | René-Charles Dieu     |
| Martine Fontaine     | Antoinette Dieu       |
| Véronique Baylaucq   | Blandine              |
| Caroline Rabaliatti  | Bernadette Dieu       |
| Denis Lefrançois     | Jean-Claudin Dieu     |
| Laurent Bariteau     | Jean-Damien Dieu      |
| Michel Drucker       | hrál sám sebe         |

## Recenze
- Timon Láska, Červený koberec, 16. listopadu 2021, [6]
- Mirka Spáčilová, iDNES.cz, 18. listopadu 2021, [7]
- Kateřina Slavíková, Totalfilm.cz, 20. listopadu 2021, [8]